# Machhlishahr
Machhlishahr (o Machhali Shahar, Machlishahar) è una suddivisione dell'India, classificata come nagar panchayat, di 22.943 abitanti, situata nel distretto di Jaunpur, nello stato federato dell'Uttar Pradesh. In base al numero di abitanti la città rientra nella classe III (da 20.000 a 49.999 persone).

## Geografia fisica
La città è situata a 25° 40' 60 N e 82° 25' 0 E e ha un'altitudine di 83 m s.l.m..

## Società

### Evoluzione demografica
Al censimento del 2001 la popolazione di Machhlishahr assommava a 22.943 persone, delle quali 11.808 maschi e 11.135 femmine. I bambini di età inferiore o uguale ai sei anni assommavano a 4.079, dei quali 2.139 maschi e 1.940 femmine. Infine, coloro che erano in grado di saper almeno leggere e scrivere erano 13.129, dei quali 7.678 maschi e 5.451 femmine.